# Helga Marie Ring Reusch
Helga Marie Ring Reusch (Fredrikstad, 29 de mayo de 1865-Hvalstad, 13 de octubre de 1944) fue una pintora noruega. 

## Biografía
Reusch nació el 29 de mayo de 1865 en Fredrikstad. A finales del siglo XIX viajó a Francia, España, Italia y Estados Unidos. En 1885 se convirtió en alumna del pintor noruego Erik Werenskiold, algo que marcó toda su carrera. Después tuvo como maestros a Hans Heyerdahl y a Eilif Peterssen. En el verano de 1887, junto con un grupo de pintoras, fue alumna del pintor noruego por Gerhard Munthe en Sandvika.
Se trasladó a París en 1889 para asistir a la Exposición Universal. En París, se convirtió en estudiante del pintor francés Pierre Puvis de Chavannes, quien también formó a otras pintoras noruegas como Betzy Akersloot-Berg, Lisbeth Bergh, Ingerid Dahl, Signe Scheel y Marie Tannæs.
Reusch expuso con frecuencia en el Høstutstillingen. También exhibió su trabajo en el Palacio de Bellas Artes en la Exposición Mundial Colombina de 1893 en Chicago. Obtuvo una medalla de bronce en la Exposición Universal de París de 1900.
Se casó con el geólogo noruego Hans Henrik Reusch (1852–1922). En el testamento de 1893, Hans y Helga Reusch crearon una beca para promover el estudio de la geografía, la geología y la educación de los pintores de arte. Murió el 13 de octubre de 1944 en Hvalstad.

## Obra
Hasta 1890, Reusch representaba en su obra principalmente paisajes, sobre todo en pequeño formato. A partir de ese momento, centró sus creaciones en la temática infantil, pintando sobre todo niños en exteriores, en entornos paisajísticos. Eran representaciones íntimas y frescas, a menudo humorísticas, carentes de sentimentalismo. A menudo usaba colores fuertes y puros y luz brillante.
Ya en el siglo XX, sus pinturas se volvieron más serias. Los motivos religiosos ganaron protagonismo en su producción, pintando varios retablos marcados por el arte eclesiástico del pintor danés Joakim Skovgaard. Aun así, a partir de 1900, Reusch también siguió pintando paisajes, bodegones de flores, interiores y cuadros de niños, y a menudo recuperó motivos de Setesdal.

## Galería

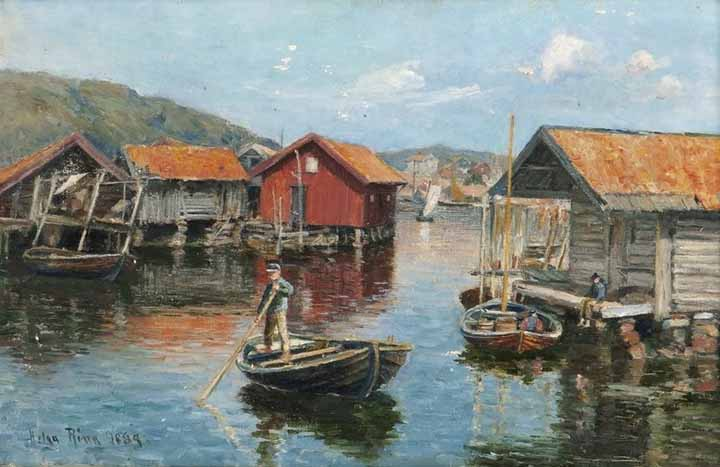
From a Swedish Fishing Camp, 1889
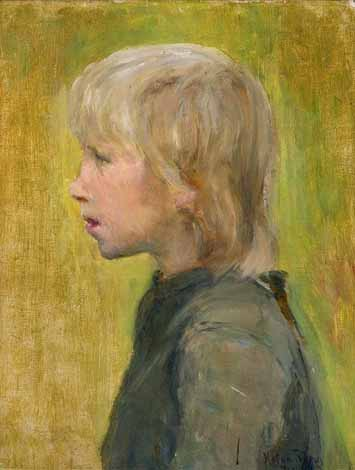
Child's head in profile, 1889
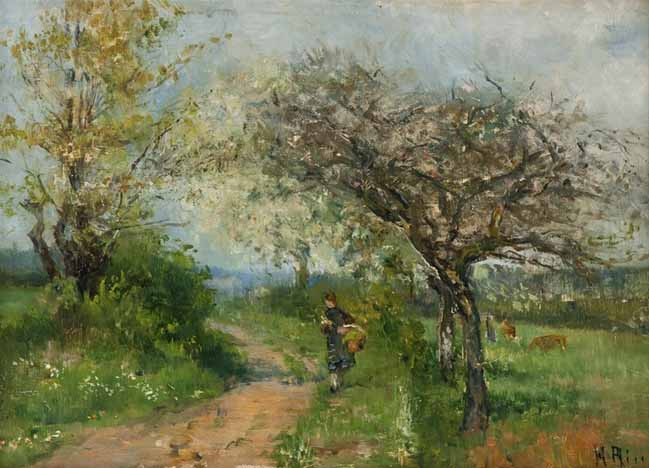
Fra Frankrike
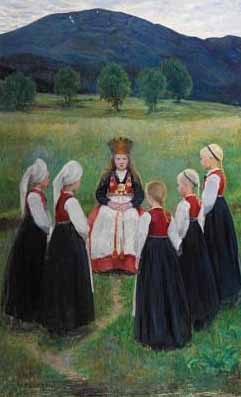
Barnebrud i Hardanger
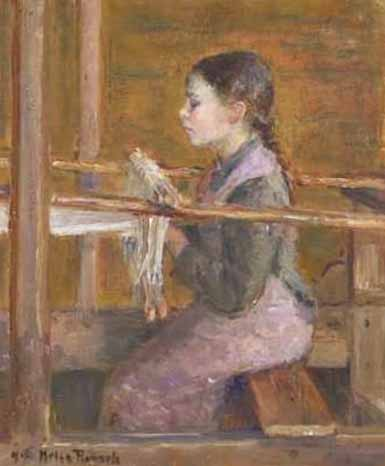
Væven skal sættes op, 1894
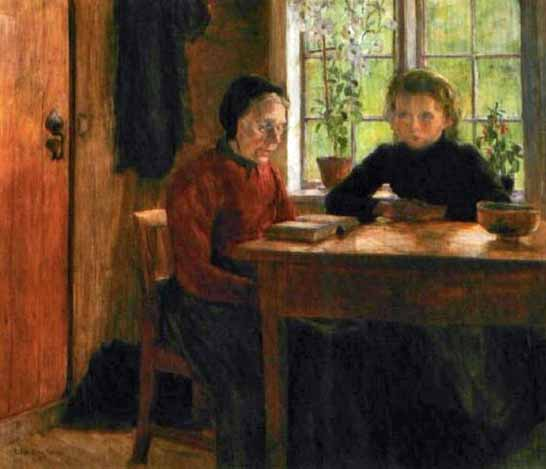
Interior med lesende kvinne og pike, 1909